# Ludwig von Brauchitsch

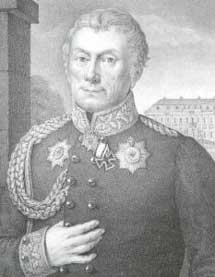
General von Brauchitsch

Ludwig Matthias Nathanael Gottlieb von Brauchitsch (7 de maio de 1757 — Berlim, 19 de janeiro de 1827) foi um tenente-general prussiano e governador de Berlim.

## Honrarias
- Pour le Mérite (1807)